# Ignac Horvat
Ignac Horvat (Mali Borištof, 1. veljače 1895. – Gornja Pulja, 22. travnja 1973.), svećenik, hrvatski književnik, urednik, novinar, jezikoslovac, učitelj,  kulturni djelatnik i narodni preporoditelj gradišćanskih Hrvata
Poticao je društvena događanja u Gradišću. Borio se za očuvanje narodnosne samobitnosti gradišćanskih Hrvata. U tome se oslanjao na pučku duhovnost, kulturi i etiku hrvatskog naroda. Zalagao se da se gradišćanski Hrvati standardnim jezikom što više približe hrvatskom narodu u Hrvatskoj. 
Uređivao Kršćanske hrvatske novine od 27. godine, list koji je pokrenuo Martin Meršić st. zato što su prestale izlaziti Naše novine. Horvat je tada bio kapelan Gijece.
Protivio se izdvajanju gradišćanskih Hrvata u posebnu subetničku skupinu. Prvi je Hrvat iz Gradišća član Društva hrvatskih književnika, čiji je član od 1971. godine. Ističe mu se književno djelo Gradišćanke, objavljeno u Zagrebu 1930. U djelima prikazuje seljačko društvo Hrvata Gradišća.